# Brazília uralkodóinak listája
Brazília volt az első európai gyarmat az amerikai kontinensen. 1494-ben ez lett az egyetlen terület az Újvilágban, amelyet Portugáliának ítéltek. 1500-ban megkezdődött a betelepülés. A napóleoni háborúk idején a portugál udvar a támadó franciák elől Rio de Janeiróba költözött, és onnan irányította a Portugál Birodalmat Napóleon végső bukásáig. 1822-ig a latin-amerikai ország Portugáliához tartozott, ám ezután a portugál herceg az élére állt a kitörő függetlenségi harcoknak, és ennek eredményeként 1822-ben kikiáltották a független Brazil Császárságot. A portugál udvar célja az volt hogy fenntartsák dinasztiájuk egyik ágát Brazíliában, és később, ha lecsillapodnak a kedélyek, visszaszerezhessék újvilági gyarmatukat. I. Péternek 1831-ben le kellett mondania a fia javára, míg nem 1889-ben kikiáltották a köztársaságot.

## Portugál betelepülés időszaka – Brazil Hercegség
1500–1815
| Avis-ház     |                                              |           |
|              | I. Mánuel                                    | 1500–1521 |
|              | III. János                                   | 1521–1557 |
|              | I. Sebestyén                                 | 1557–1578 |
|              | I. Henrik                                    | 1578–1580 |
| Habsburg-ház |                                              |           |
|              | I. Fülöp                                     | 1580–1598 |
|              | II. Fülöp                                    | 1598–1621 |
|              | III. Fülöp                                   | 1621–1640 |
| Bragança-ház |                                              |           |
|              | IV. János                                    | 1640–1656 |
|              | VI. Alfonz                                   | 1656–1667 |
|              | II. Péter                                    | 1667–1706 |
|              | I. József                                    | 1750–1777 |
|              | I. Mária (társuralkodója III. Péter 1786-ig) | 1777–1815 |

## Brazil Királyság – Portugália, Algarbia és Brazília Egyesült Királysága
1815–1822
| Bragança-ház |           |           |
|              | I. Mária  | 1815–1816 |
|              | VI. János | 1816–1822 |

## Brazil Császárság
1822–1889
| Bragança-ház |           |                                          |
|              | I. Péter  | 1822–1831                                |
|              | II. Péter | 1831–1889                                |
|              | Izabella  | 1871–1872; 1876–1876; 1887–1888 (Régens) |